# Hugo von Hurter
Hugo von Hurter (1832-1914) est un jésuite, professeur de dogmatique à Innsbruck, de 1858 à 1912.

## Biographie
Hugo von Hurter fait ses études de philosophie et de théologie à Rome (1847-1855). Après son ordination en 1855, il entre dans la Compagnie de Jésus en 1857. Professeur de dogmatique à l'Université d'Innsbruck de 1858 à 1912, il est aumônier au Canisianum (internat à Innsbruck), de 1912 à 1914.

## Œuvres
- Sanctorum Patrum opuscula selecta (53 voll., 1868-1894) ;
- Theologiæ dogmaticæ compendium in usum studiosorum theologiæ, 3 vol., 1876-1878 (1908) ;
- Nomenclator literarius theologiæ catholicæ, theologos exhibens aetate, natione, disciplinis distinctos, 5 vol., 1871-1886 (1903-1913) ;
- Entwürfe zu Betrachtungen für achttägige geistliche Übungen, Innsbruck 1910.